# Shaun Ellis (forsker)
Shaun Ellis er en engelsk dyreforsker med speciale i ulve. Han medvirkede i National Geographic-programmet "Man Among Wolves" efter han i flere år levede iblandt og integrerede sig en ulveflok. I perioden udviklede han også en metode, der muligvis kan hjælpe til at beskytte vilde ulve, der bliver skudt af landmænd, under angreb på deres kvæg.